# NGC 1765
NGC 1765 è una vasta  e lontana galassia lenticolare situata nella costellazione del Dorado, a una distanza di circa 427 milioni di anni luce dalla nostra Via Lattea.

## Scoperta
La galassia è stata scoperta il 26 dicembre 1834 dall'astronomo britannico John Herschel.